# Adelsried
Adelsried è un comune tedesco di 2 610 abitanti, sito nel Land della Baviera.

## Geografia

### Posizione
Adelsried si trova ai margini dell'Holzwinkel svevo nel Naturpark Augsburg–Westliche Wälder nel distretto di Augusta e a circa 20 chilometri dalla città indipendente di Augusta.
L'Holzwinkel svevo comprende i cinque comuni di Adelsried, Bonstetten, Heretsried, Welden ed Emersacker, ed è ancora un'area densamente boscosa.
Il fiume Laugna nasce nel bacino di Adelsried.

### Struttura comunitaria
È presente solo il distretto di Adelsried. Il comune è composto da tre parti (tra parentesi è indicata la tipologia dell'insediamento):
- Adelsried (villaggio parrocchiale)
- Engelshof (cottage)
- Kruichen (villaggio)

## Storia
Durante l'era dell'impero romano, vicino all'odierna città di Adelsried esistevano già una fornace e un insediamento romano. Questa conclusione è supportata dalla scoperta nel 1980 di mattoni romani bruciati e deformati e dalla vicinanza ad un'area mineraria di argilla ancora utilizzata fino ai tempi moderni. La datazione dei reperti permette di stabilire l'inizio dell'insediamento intorno alla prima metà del II secolo, anche se questa fornace, come numerose altre nell'area circostante il capoluogo di provincia Augusta Vindelicum (Augusta), fu soggetta ad un incremento di disordini ai confini dell'Impero Romano, e probabilmente fu vittima delle invasioni dei popoli germanici nel IV secolo.
La prima testimonianza del nome dell'insediamento si trova in una copia di un documento del 919 del XII secolo, per cui l'esistenza dell'insediamento può già essere presunta in questo momento. A quel tempo Adelsried si chiamava “Adeloldesried”, che nel 1480 divenne “Adelsried” attraverso le varianti “Adelhartzriet” (1309), “Adelharterieth” (1312) e “Adlatzried” (1399). L'aggiunta -ried nel nome della località, che deriva dalla parola base dell'alto tedesco antico reod (tradotto: radura), indica che l'insediamento si trovava in una giungla disboscata. L'ortografia "Adelsbrehtsried", che Joachim Jahn riteneva possibile, è controversa. Ne conseguirebbe che Adelsried, prima di passare sotto i signori di Knöringen, una famiglia di servitori di Burgau, sarebbe già appartenuto al monastero di Ursberg (secondo la datazione del libro delle tradizioni di Ursberg, comunque prima del 1209). Non è chiaro come sarebbe passato di mano.
Quel che è certo è che nel 1309 Egolf Scharg von Knöringen vendette diversi beni e diritti - come l'ufficio ecclesiastico, il baliato e il diritto di patronato nonché il tribunale del villaggio - ai Canonici Agostiniani della Santa Croce di Augusta. Adelsried rimase per lungo tempo sede del Monastero/Ospedale della Santa Croce di Augusta, incorporato nel territorio del Margraviato di Burgau. Nel 1485 anche le città di Engelhof e Kruichen, ora incorporate, divennero proprietà del monastero di Heilig Kreuz.
Con la relazione principale della Deputazione Imperiale del 1803, il luogo entrò a far parte del Regno di Baviera. Nel corso delle riforme amministrative, con l'editto comunale del 1818 fu creata l'odierna comunità con Engelhof e la frazione di Kruichen. Dal 1862 al 1929 Adelsried appartenne all'ufficio distrettuale di Zusmarshausen e dal 1929 all'ufficio distrettuale di Augusta (dal 1939 distretto di Augusta).
Con la riforma regionale del 1972/1980, Adelsried fu unita a Bonstetten, Welden e Reutern nonché ai comuni di Emersacker, Heretsried e Lauterbrunn dell'ex distretto di Wertingen per formare la comunità amministrativa di Welden. La comunità ripartì nel 1979 ed è indipendente dal 1º gennaio 1980.
La Chiesa di Maria Protettrice dei Viandanti fu costruita nel 1958 vicino ad Adelsried come prima chiesa autostradale.

## Religione
Si fa riferimento ai dati del 9 maggio 2011 (censimento). A quel tempo Adelsried contava 2 165 abitanti:
- Il 70% della popolazione è cattolica romana.
- Il 10,8% appartiene alla confessione evangelica luterana.
- I restanti residenti sono sparsi in altre comunità religiose o non appartengono ad alcuna chiesa.

## Stemma

Descrizione:“Sfondo blu sopra due asce d’argento incrociate su manici d’oro, una croce d’oro in alto.” Significato dello stemma: Le asce da disboscamento simboleggiano la nascita dell'insediamento nel suolo esposto della foresta primordiale e la sua crescente crescita nel corso del progressivo disboscamento dell'XI e XII secolo.
La croce simboleggia il governo duraturo del Monastero della Santa Croce.

## Punti d'interesse
- Chiesa parrocchiale di San Giovanni Battista
- Canonica di Adelsried

## Economia e infrastrutture

### Finanze comunali
Nel 2017, la spesa lorda del comune di Adelsried ammontava a 7,52 milioni di euro (2013: 6,10 milioni di euro). Il debito comunale nello stesso anno era di 2,06 milioni di euro, ovvero 910 euro per abitante (2013: 2,34 milioni di euro).